# Urszula Krzyżanowska-Łagowska
Urszula Leonora Krzyżanowska-Łagowska (ur. 13 stycznia 1938, zm. 11 sierpnia 2018) – polska pielęgniarka, socjolog i wykładowca akademicki, prezes Naczelnej Rady Pielęgniarek i Położnych.

## Życiorys
Była absolwentką Wydziału Prawa i Administracji Uniwersytetu Warszawskiego oraz stypendystką Międzynarodowej Rady Pielęgniarek w Genewie z 1986, co dało jej możliwość opisania systemu opieki pielęgniarskiej w Polsce na tle krajów zachodnich. W 2003 uzyskała stopień naukowy doktora nauk humanistycznych na podstawie rozprawy pt. Wartości duchowe w etosie pielęgniarskim (studium teoretyczne) obronionej na Wydziale Nauk Społecznych Katolickiego Uniwersytetu Lubelskiego Jana Pawła II. 
W 1989 zajęła się opracowaniem projektu ustawy o samorządzie pielęgniarek i położnych, zatwierdzonej przez Sejm i podpisanej przez Prezydenta RP Lecha Wałęsę w dniu 19 kwietnia 1991. W pierwszej kadencji samorządu pielęgniarek i położnych w latach 1991–1995 piastowała funkcję prezesa Naczelnej Rady Pielęgniarek i Położnych.
Była również autorką dwóch tomików poezji Wyrazić siebie z 1993 i Pobądź ze mną z 1995.
Byłą córką Katarzyny Krzyżanowskiej (1913-2020), miała syna. Została pochowana 25 sierpnia 2018 roku w grobowcu rodzinnym na Cmentarzu Komunalnym w Olsztynie przy ul. Poprzecznej. 

## Wybrana bibliografia autorska
- Idea samorządności : wspomnienia, rozmowy, fakty: o historii powstania Samorządu Pielęgniarek i Położnych w Polsce we wspomnieniach i rozmowach z liderami naszych zawodów z tamtych lat (Naczelna Izba Pielęgniarek i Położnych, Warszawa, 2011; ISBN 978-83-927402-3-0)
- Organizacja opieki pielęgniarskiej w Polsce na tle porównawczym: (założenia organizacyjno-prawne) (Centrum Metodyczne Doskonalenia Nauczycieli Średniego Szkolnictwa Medycznego, Warszawa, 1991)
- Wartości duchowe w etosie pielęgniarskim : duchowość, humanizm, profesjonalizm, holizm (Wydawnictwo ad vocem im. prof. Marka Hieronima Sycha, Kraków, 2005; ISBN 83-87130-17-6)
- Znać swój los („Auxilium”, Warszawa, 1994; ISBN 83-901607-0-6)